# Volcán de Sanaré
El Volcán de cocone y sus laderas, el Cerro La Tigrera (2.075 m s. n. m.) y el Cerro Culebra (2.088 m s. n. m.), son una formación de montaña ubicada en el extremo sur del municipio Andrés Eloy Blanco, estado Lara, Venezuela. A una altitud promedio entre 1.997 m s. n. m. el Volcán de Sanare es una de las montañas más altas en Lara. A pesar de su nombre, no hay indicios de actividad volcánica en Sanare, más allá de los fenómenos que acompañan a las fumarolas.

## Ubicación
El Volcán de Sanare se encuentra ubicado en el sur del estado Lara, 7 km al este de la ciudad de Sanare de la cual recibe su nombre y 18 km al sur de la ciudaqd de Quíbor, en el extremo norte del parque nacional Yacambú. Se llega por un camino que parte de Bojó o bien desde Cubiro desde el norte.

## Historia
A pesar de no tener volcanes, en Venezuela hay muchos lugares a los que se ha atribuido popularmente un origen volcánico o relación con volcanes. Probablemente uno de los casos más famosos de Venezuela sea el llamado “Volcán de Sanare” ubicado en Palo Verde localizado en el Municipio Andrés Eloy Blanco del Estado Lara. Este célebre fenómeno fue reportado por primera vez en el año 1579, en una relación geográfica que el Cabildo de El Tocuyo remitiera al Real Consejo de Indias, y donde decía: “Se declara que a ocho leguas de esta ciudad, en la sierra que está al naciente del sol, hay un volcán grande que tiene tres bocas por las cuales siempre humea, y lo que despide huele a azufre, y de aquella tierra, que es a modo de vitriolo o ecife se hace tinta para escribir y se tiñe de negro con ella; y cuando se mudan los tiempos brama que se oye en esta ciudad y algunas veces después de aquellos bramidos vienen grandes temblores de tierra que escandalizan así a los españoles como a los naturales”. La actividad de este mal llamado volcán fue reportada de nuevo en el año de 1.835, cuando los vecinos de la zona informaron a las autoridades de El Tocuyo que en Sanare había reventado un volcán. Hubo tanto miedo entre los pobladores de la zona que el Gobierno de Barquisimeto nombró una comisión para que estudiara la situación y presentara un informe, pero el éxito no acompañó a los investigadores: regresaron aterrorizados al ver humo salir de la tierra, las piedras convertidas en cenizas y una especie de resina que se filtraba a través del terreno. El Volcán de Sanare volvió a sembrar el pánico en 1.892 y en 1.927, años en los que su actividad se hizo tan notable que todos pensaron que haría erupción. Sin embargo no pasó nada grave, solo mucho humo, ruido parecido a disparos y calor, grietas en el suelo y pequeños deslizamientos de las faldas del volcán. Hubo que esperar hasta 1.931 para saber con cierta propiedad que estaba pasando en Sanare, cuando Don Melchor Centeno Grau realizó las primeras observaciones científicas del “volcán”, las cuales reflejó en un informe donde explica el origen de cada uno de los fenómenos que mantenían en zozobra a los habitantes de la zona. Según Centeno Grau “El llamado Volcán de Sanare, que hemos designado con ese nombre por seguir la voz común que así lo distingue, no es un verdadero volcán ni puede designarse así en lenguaje geológico; pero si pertenece a los fenómenos del vulcanismo atenuado, conocidos con el nombre de fumarolas”.
Era una fumarola, no un volcán, no iba a hacer erupción: el conocimiento apagó las llamas generadas por el miedo y trajo la tranquilidad a las faldas del aún llamado “Volcán de Sanare”.